# Emericellopsis glabra
Emericellopsis glabra är en svampart som först beskrevs av J.F.H. Beyma, och fick sitt nu gällande namn av Backus & Orpurt 1962. Emericellopsis glabra ingår i släktet Emericellopsis, ordningen köttkärnsvampar, klassen Sordariomycetes, divisionen sporsäcksvampar och riket svampar.   Inga underarter finns listade i Catalogue of Life.